# Gustave Le Rouge
Gustave Henri Joseph Lerouge, znany bardziej jako Gustave Le Rouge (ur. 22 lipca 1867 w Valognes, zm. 24 lutego 1938 w Paryżu) – francuski pisarz, uważany za ojca francuskiej nowoczesnej science fiction. Uważa się go za pisarza, który wypełnił lukę pomiędzy powieściami romantycznymi Juliusza Verne’a a nowoczesną fantastyką Herberta George’a Wellsa.

## Zarys biograficzny i dorobek pisarski
Zadebiutował powieścią La conspiration des Milliardaires (1899-1900), napisaną wspólnie z Gustavem Guitton, w której amerykański miliarder William Boltyn wykorzystuje człowieka z metalu Thomasa Edisona (Karel Čapek ukuł określenie robot w 1920), by stać się panem świata. Le Rouge i Guitton wydali wspólnie jeszcze trzy powieści w tym samym duchu: La Princesse des airs (1902) i Le sous-marin Jules Verne (1903).
Potem Le Rouge kontynuował swoją karierę solową, a powieść L'Espionne du grand Lama (1906) wprowadziła zaginiony świat zamieszkały przez prehistoryczne stworzenia. Z kolei La Reine des Elephants (1906) opisuje społeczeństwo inteligentnych słoni.

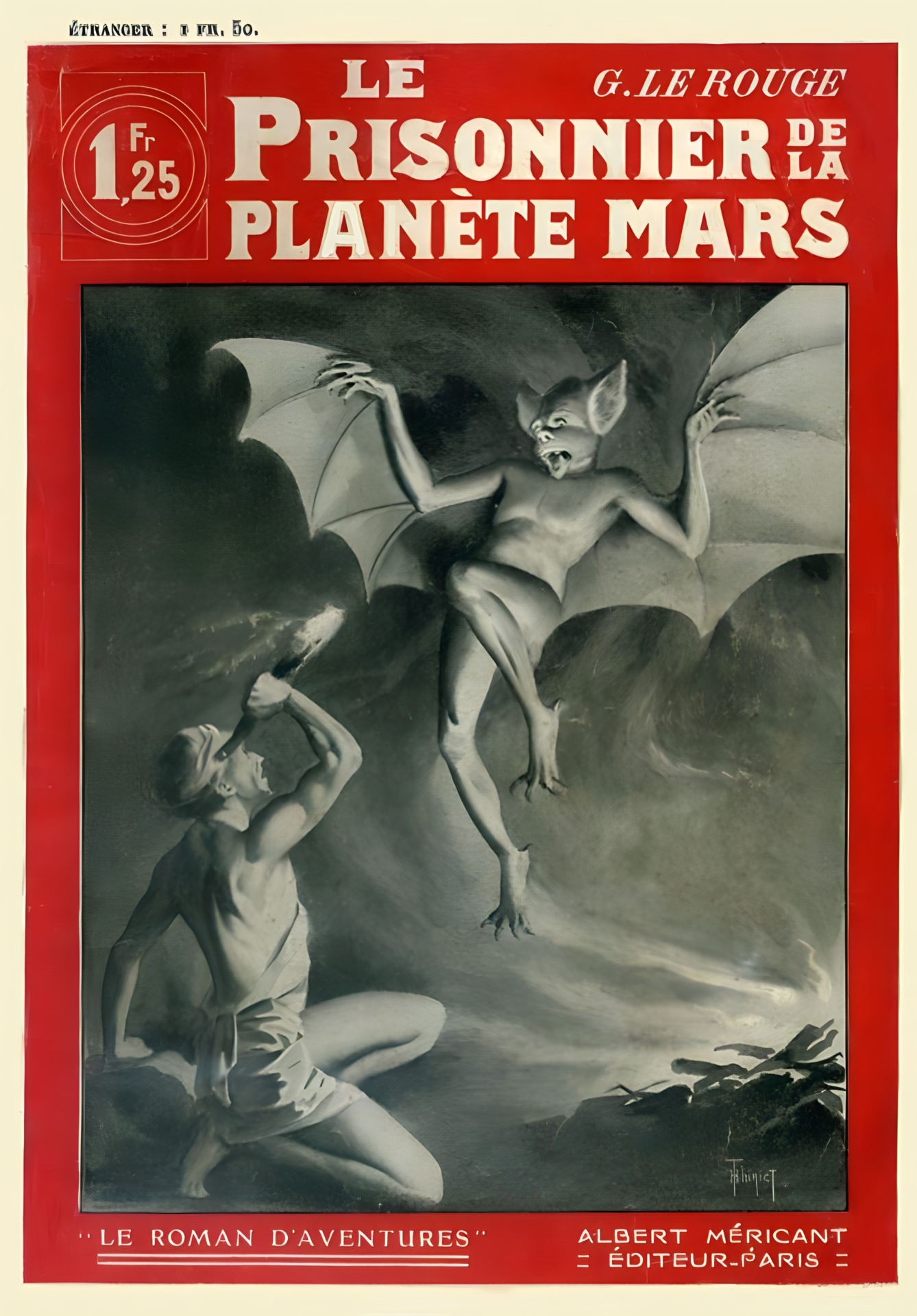
Okładka powieści Le Prisonnier de la planète Mars (Więzień na Marsie), ilustracja autorstwa Henriego Thirieta, 1908.

Najbardziej znana powieść Le Rouge to Le Prisonnier de la Planète Mars (pol. Więzień na Marsie, 1908) i jego sequel, La Vampires des Guerre (pol. Niewidzialni, 1909), w której francuski inżynier Robert Darvel zostaje wysłany na Marsa przez braminów. Na Czerwonej Planecie, Darvel wpada w konflikt ze skrzydlatymi tubylcami, pijącymi krew. Istoty te zamierzają podbić Ziemię. Mars jest szczegółowo opisany, z fauną, florą i różnymi rasami tubylców.
Podczas I wojny światowej Le Rouge był korespondentem wojennym dla różnych magazynów. Po wojnie pisywał głównie kryminały i powieści szpiegowskie, ale nie odniosły już one takiej popularności jak jego powieści science fiction.

## Ważniejsze prace
- cykl marsjański Wampiry Marsa:

- Le Prisonnier de la planète Mars (1908; pol. tł. Więzień na Marsie, 1911; Z „Więźnia na Marsie” (fragment powieści) w zbiorze Wakacje cyborga, 1968)
- La Vampires des Guerre (1909; pol. tł. Niewidzialni, 1913)

- inne powieści:
- L'Espionne du grand Lama (1906)
- La Reine des Elephants (1906)